# Mercedes-Benz World Racing
Mercedes-Benz World Racing (также  World Racing, в русской версии — рус. «Мерседес. Мировые гонки») — компьютерная игра в жанре автомобильного симулятора, разработанная немецкой компанией Synetic GmbH. Мировым издателем выступила компания TDK Mediactive Europe; локализацией игры на русский язык и последующим изданием в России и странах СНГ занималась фирма «1С». Игра выпущена в сентябре 2003 года для персонального компьютера и игровых консолей PlayStation 2, Xbox и GameCube.
В 2005 году была выпущена вторая часть — World Racing 2. Международным издателем стала компания Playlogic Entertainment, в России же её издала «Акелла».

## История разработки
Первоначально было объявлено о разработке игры исключительно для консоли Xbox. В декабре 2002 года разработчики уточнили, что с небольшой задержкой относительно выхода Xbox-версии Mercedes-Benz World Racing будет выпущена и на других платформах, в числе которых персональный компьютер и игровые приставки PlayStation 2 и GameCube.
В 2003 году, после выпуска игры на Xbox, разработчики разместили в интернете несколько трейлеров, которые демонстрировали различные аспекты игрового процесса. В частности, показаны некоторые локации и автомобили, а также продемонстрирована возможность свободно исследовать карту, «съезжая» с гоночной трассы прямо во время соревнования.
В сентябре того же года у игроков появилась возможность загрузить демонстрационную версию World Racing для персонального компьютера. Демоверсия включает в себя одну трассу из полной версии, проходящую по городу Хоккенхайм, и возможность опробовать четыре автомобиля марки Mercedes-Benz — SLK 230 Kompressor, G500, A 190 Twin, 300SL.
В конечном итоге, Mercedes-Benz World Racing была выпущена 20 марта 2003 года в версии для приставки Xbox и спустя несколько месяцев, 19 сентября, на остальных объявленных игровых платформах. 
Русская версия, изданная «1С», вышла 2 апреля 2004 года. 
Спустя год после выхода игры, в период разработки второй части, компания Synetic GmbH выложила для бесплатной загрузки несколько дополнительных автомобилей: Slipstream V8, SandHopper и Super Race-Truck. Пользователь может по своему усмотрению добавить их в игру.
Последний выпущенный патч, размером 3,96 Мб, обновляет игру до версии 1.6.6 и, помимо исправления некоторых недоработок, вводит в игру многопользовательский режим.
У игры было активное сообщество поклонников, которое разрабатывало для Mercedes-Benz World Racing новые автомобили и карты, которые можно найти на сайтах, посвященных игре (см. также раздел «Ссылки»).

## Игровой процесс
В целом, за исключением некоторых отличающих характеристик, игровой процесс Mercedes-Benz World Racing достаточно типичен для автосимуляторов и сравним с такими играми, как Need for Speed: Porsche Unleashed. Одной из характерных особенностей является гибкая настройка сложности: путём передвижения ползунка по шкале от «аркадного» до «реалистичного» уровня, игрок выбирает оптимальный для себя вариант. Данная опция оказывает влияние как на модель поведения автомобиля, так и на его повреждаемость и искусственный интеллект противников.
Проходя «чемпионаты» — этапы с определенным количеством трасс, на которые разделена игра, — пользователь «открывает» недоступные ранее автомобили, на которых он может участвовать в гонках. Новые чемпионаты и гонки также становятся доступны по мере прохождения игры. 
Всего в игре 16 чемпионатов, которые вмещают в себя 117 трасс и 48 различных заданий. Смоделированные трассы представляют собой существующие в реальности участки местности разных стран, таких, как Япония, Мексика, Австралия, пустыня штата Невада, Альпы, а также автодромы в Германии. Все трассы отличаются погодными условиями, типом дорожного покрытия и т.д. На некоторых трассах можно управлять только конкретными видами транспорта, например, внедорожником. Игрок волен покидать маршрут гонки и свободно передвигаться по локации, при этом игра не препятствует этому и не возвращает его обратно.
В качестве автомобильного ряда в игре представлено 127 (102 в консольных версиях) моделей лицензированных автомобилей марки Mercedes-Benz, физическая модель и внешний вид которых приближен к параметрам прототипов. В числе задействованных автомобилей присутствуют, помимо современных моделей, считающиеся «классическими» болиды (например, Mercedes-Benz W125). Расцветку машин, а также некоторые опции, влияющие на их поведение на дороге, можно менять.
Многопользовательский режим, который вводит в игру патч до версии 1.6.6, позволяет игрокам соревноваться друг с другом посредством локальной сети или интернет-соединения. Также реализована игра вдвоем за одним компьютером («разделённый экран»).
Управление автомобилем осуществляется при помощи клавиатуры. Поддерживается компьютерный руль.

### Автомобили
Ниже приведен неполный список транспортных средств, доступных в игре.

#### Современные
- Mercedes-Benz W168
- Mercedes-Benz W202
- Mercedes-Benz W210
- Mercedes-Benz W211
- Mercedes-Benz C208 (кабриолет)
- Mercedes-Benz C209
- Mercedes-Benz W463
- Mercedes-Benz W163
- Mercedes-Benz W220
- Mercedes-Benz C215
- Mercedes-Benz SL73 AMG (R129)
- Mercedes-Benz R230
- Mercedes-Benz R170

#### Классические
- Mercedes-Benz 300SL (W198)
- Mercedes-Benz 280SL
- Mercedes-Benz W125
- Mercedes-Benz W154 Silver Arrow
- Mercedes-Benz W196 Streamline

#### Прототипы
- Mercedes-Benz C111 II
- Mercedes-Benz C112

#### Спортивные болиды
- Mercedes-Benz SLR McLaren
- Mercedes-Benz C208 CLK-DTM
- Mercedes-Benz CLK GTR

#### Загружаемый контент
Эксклюзивно для ПК-версии в игру было добавлено еще несколько разновидностей авто марки Mercedes-Benz, в том числе Mercedes-Benz SLR McLaren, не появлявшийся в консольных версиях. Помимо этого, в игру были добавлены три эксклюзивных «экзотических» вида окраски, разработанных компанией Standox, которая специализируется на окраске кузовов.
В виде патчей в игру были добавлены еще четыре автомобиля (два — не «лицензированы») — Mercedes-Benz Race Truck (гоночный грузовик, перенесен из игры Mercedes-Benz Truck Racing), Aston Martin DB5, V8 Slipstream (маскл кар) и ATV7000S Sand Hopper (мотовездеход)
В игре есть возможность установить или убрать крышу у автомобилей-кабриолетов. Для этого после выбора автомобиля нужно навести курсор выделения на надпись «Lets go» и нажать клавишу «Delete» на клавиатуре (или аналогичную кнопку на джойстике). Как альтернатива, крышу можно убрать таким же образом в меню выбора цвета авто, которое является единственным местом, где данная возможность задокументирована. 

### Локации
Соревнования проходят на территории следующих стран: Австралия, Япония, Мексика, Германия (Хоккенхайм, а также Альпы) и США (штат Невада, Зона-51). Трасса Хокенхаймринг является эксклюзивом ПК-версии и на консолях не появлялась.

## Саундтрек
Саундтрек игры представлен электронной музыкой, в частности, брейкбитом, трансом, электроник-роком. Исполнители: Bass Bumpers, Detlef Piepke, Olaf Georgi, Mike Koglin.

## Игровой движок
В Mercedes-Benz World Racing задействован игровой движок 3D Landscape Engine собственного производства компании Synetic.
Одной из отличительных черт технологии является хорошая работа с большими открытыми пространствами. Реализованы динамические тени, зависящие от источников света, вода с волнами и отражениями, различные погодные эффекты. Более поздние и доработанные версии движка использовались в последующих играх компании — World Racing 2, Ferrari Virtual Race, серии гоночных игр Alarm for Cobra 11.

## Рецензии и оценки
| Сводный рейтинг            | Сводный рейтинг |
| Агрегатор                  | Оценка          |
| -------------------------- | --------------- |
| GameRankings               | 64,91 %         |
| Иноязычные издания         |                 |
| Издание                    | Оценка          |
| 1UP.com                    | D+              |
| CVG                        | 7/10            |
| TeamXbox                   | 5,5/10          |
| Videogameslife (GC)        | 2/10            |
| Super Play                 | 40 %            |
| Games Master UK (PS2)      | 49 %            |
| PlayStation 2 Mag UK (PS2) | 5/10            |
| N-Europe (PS2)             | 5/10            |
| PlayStation 2 Max UK (PS2) | 52 %            |
| Play UK (PS2)              | 28 %            |
| CVG UK (PS2)               | 5/10            |
| PC Zone Benelux            | 50 %            |
| Joystick                   | 60 %            |
| GameStar                   | 82 %            |
| Gamesmania                 | 88 %            |
| Jeuxvideo.com (GC)         | 30 %            |
| Jeuxvideo.com (ПК)         | 60 %            |
| Jeuxvideo.com (Xbox)       | 70 %            |
| Jeuxvideo.com (PS2)        | 75 %            |
| Домашний ПК                | [ 16 ]          |
| Русскоязычные издания      |                 |
| Издание                    | Оценка          |
| Absolute Games             | 88 %            |

Игра получила достаточно высокие оценки от профильной прессы и игроков.

### Зарубежные издания
Журнал Computer and Video Games, специализирующийся на компьютерных играх, положительно оценил игру в 7 баллов из 10-ти. Обзор основывается на Xbox-версии World Racing. 
Другой сайт, TeamXbox, сфокусированный исключительно на играх, разработанных для игровых приставок Xbox, поставил игре достаточно среднюю оценку — 5.5 баллов из 10. Критике подвергся искусственный интеллект противников, звуковое сопровождение, визуализация повреждений автомобиля. Низкую оценку D+ (согласно американской системе оценивания) поставил игре и сайт 1UP.com. Рецензент крайне негативно отозвался об искусственном интеллекте соперников, назвав его «одним из худших, виденных в гоночных играх», а также назвал игровое меню «запутанным».
Средние оценки в 40% и 50% соответственно поставили игре издания Super Play и PC Zone Benelux. Благосклонную оценку 60% из 100% выставил игре французский журнал Joystick. Похвальные рецензии и оценки в 82% и 88% World Racing получила от немецких изданий GameStar и Gamesmania.
В 30% из 100% оценил версию игры для GameCube французский сайт Jeuxvideo.com. В то же время версия для персонального компьютера была оценена в 60%; более высокие оценки — 70 и 75 процентов — получили версии для Xbox и PlayStation 2
Согласно рейтингу оценок на сайте GameSpot, GameCube-версия также получила достаточно посредственные оценки от сайтов Videogameslife (2 из 10) и N-Europe (5 из 10). 
Версия же для PlayStation 2, согласно рейтингу на этом же сайте, была оценена, как правило, средним баллом (Play UK — 28% из 100%; Games Master UK — 49% из 100%; Computer & Video Games UK — 5 из 10; PlayStation 2 Magazine UK — 5 из 10; PlayStation 2 Max UK — 52% из 100%, см. таблицу).

### Русскоязычные издания
Украинский русскоязычный игровой журнал «Домашний ПК» в своем обзоре поставил игре четыре балла из пяти (5 — «звук»; 4 — «графика», 4 — «играбельность»). Рецензент положительно отзывается о графике, музыкальном и звуковом сопровождении, физической модели, реалистичном поведении соперников, управляемых искусственным интеллектом («их заносит, они могут царапать кузов об ограждение или вылететь на повороте с трассы, даже если этот самый поворот в прошлый раз они проехали без особых проблем (...) на прямых участках догнать обнаглевший автомобиль соперника — занятие довольно сложное»). Нарекания автора обзора вызвала система повреждения автомобиля («машины бьются очень неохотно, стеклянные части „разнести“ вообще нельзя, а смехотворные технические проблемы начинаются лишь после того, как вы повредили машину больше чем на сорок процентов») и «непринципиальные различия в технических характеристиках машин». Итог подводится следующими словами: «Synetic доказала, что давно распластанная на асфальте тушка сериала Test Drive — еще не повод для того, чтобы забиться в дальний угол жанра автомобильных симуляторов и, жалобно скуля, наблюдать оттуда за трюками Electronic Arts. Игра, конечно же, удалась».
Высокую оценку 88% из 100% (а также награду «Наш выбор») присвоил игре известный русский сайт Absolute Games. Автор обзора в положительном ключе описывает игровой процесс, графическую составляющую, проработку локаций («в пылу гонки можно на секунду углядеть потрясающий вид с обрыва или австралийский пляж, но прочувствовать, ощутить вкус свободы удается только в спокойной обстановке, когда не надо, расталкивая всех, мчаться к финишу и постоянно смотреть в зеркало заднего вида, чтобы вовремя „захлопнуть калитку“»). Негативный отзыв автора статьи, что перекликается с другими рецензиями, получила система повреждений автомобиля («жалкие вмятины, остающиеся на корпусе после невероятных аварий, выглядят очень примитивно; более того, приблизительно до 50% управляемость не ухудшается, зато потом сразу начинаются серьёзные трудности»).  Обзор завершается словами: «Лучшие на сегодняшний день (если считать Porsche Unleashed ветераном, с почестями отошедшим на покой) „тематические“ аркадные гонки. Чего ждать от World Racing 2? Наверное, лучше не загадывать».

## Защита от копирования
Игра выходила на оптическом диске. Система защиты от копирования (DRM) требовала присутствия диска на все время игры и проверяла его перед началом каждой гонки, такое использование приводило к повышенному риску и возникновению царапин. Система защиты была способна обнаруживать их появление, выдавала конкретное сообщение — «Диск слишком поцарапан», отказываясь запускать игру. Это могло свидетельствовать о возможном планированном устаревании. 
В странах СНГ игру выпустила фирма «1C» на двух дисках с системой защиты StarForce.